# Radnovac
Radnovac är en ort i Kroatien.   Den ligger i länet Slavonien, i den östra delen av landet, 150 km öster om huvudstaden Zagreb. Radnovac ligger 171 meter över havet och antalet invånare är 220.
Terrängen runt Radnovac är platt åt nordost, men åt sydväst är den kuperad. Runt Radnovac är det ganska glesbefolkat, med 30 invånare per kvadratkilometer. Närmaste större samhälle är Požega, 8,3 km väster om Radnovac. Trakten runt Radnovac består till största delen av jordbruksmark.